# جان شابوت
جان شابوت هو قاضي ومحامي كندي، ولد في 15 أكتوبر 1806، وتوفي في 31 مايو 1860.